# قناديل رمضان
قناديل رمضان مسلسل اجتماعي سعودي بلهجة حجازية، عُرض في رمضان في العام 1398هـ (1978م).  من تأليف أحمد قنديل، وسيناريو وحوار رأفت أحمد وإخراج يحيى توفيق.

## القصة
يصور المسلسل يوميات أسرة سعودية في منطقة الحجاز وبالتحديد في مدينة جدة خلال شهر رمضان المبارك. أحداث المسلسل الإجتماعي تقدم دروس ولفتات إجتماعية لمواقف يومية تدعو للهمة وعمل ما فيه الخير كما وصى الدين الإسلامي الحنيف. الفنان عبد الستار صبيحي (أبو حمدان) في هذا المسلسل أبدع بشكل رائع في الأداء والتمثيل بلهجة أهل مكة (الحضران) ويعتبر كل حركة وإلتفاتة مرجع تاريخي وثقافي لتلك الفترة. عموما المسلسل هادف وله في كل حلقة رسالة يود إيصالها للمشاهد من خلال زجل أبو دلش في نهاية كل حلقة.

## طاقم التمثيل
بين نخبة من الممثلين السعوديين من ضمنهم:
- عبدالستار صبيحي في دور أبو حمدان
- حمدان شلبي في دور حمدان (الابن)
- وجنات الرهبيني في دور سلمى (الابنة)
- فؤاد بخش في دور (زميل حمدان في العمل)
- أبو دلش
- محسن أبو عيشة